# Pythagoréion
Le Pythagoréion (en grec ancien : Πυθαγόρειον) est un ancien port fortifié sur l'île de Samos avec des vestiges datant de la Grèce et de la Rome antiques, dont le spectaculaire tunnel d'Eupalinos (ou aqueduc d'Eupalinos). Il a été, conjointement avec l'Héraion de Samos, inscrit sur la liste du patrimoine mondial de l'UNESCO en 1992.
Jouissant d'une situation géographique privilégiée entre l'Asie mineure et les îles Égéennes, en face du cap Mycale, la ville antique de Samos (renommée Pythagório par l'organisation internationale des pythagoriciens, en l'honneur du grand mathématicien Pythagore, originaire de la localité) fut la capitale de l'île et l'un des principaux centres ioniens durant la période archaïque. À cette époque, la ville est ceinte d'importantes fortifications. Un vaste cimetière du VIe siècle av. J.-C., situé à l'ouest de la ville antique, a également été mis au jour.